# مونيا شاحب الرأس
مونيا شاحب الرأس (الاسم العلمي: Lonchura pallida) (بالإنجليزية: Pale-headed Munia)‏ هي نوع من الطيور تتبع جنس المونيا من فصيلة شمعية المنقار.